# Mosal'skij rajon
Il Mosal'skij rajon (in russo Мосальский район?) è un rajon dell'Oblast' di Kaluga, nella Russia europea; il capoluogo è Mosal'sk. Istituito nel 1929, ricopre una superficie di 1.320 chilometri quadrati ed ospita una popolazione di circa 9.000 abitanti.